# Henri Roques
Pour les articles homonymes, voir Roques.
Henri Roques, né à Lyon le 10 novembre 1920 et mort à Colombes le 16 mars 2014, est un militant négationniste français, secrétaire général du groupuscule néofasciste et raciste la Phalange française. Ingénieur agronome de formation il prépare une thèse de doctorat en littérature comparée, soutenue en 1985 mais annulée en 1986. Entachée de nombreuses irrégularités administratives incluant de faux procès-verbaux de soutenance et manquant à la déontologie scientifique, elle avait pour but d'affirmer que les chambres à gaz n'avaient jamais existé.

## Biographie

### Jeunesse
Après des études au lycée Pothier à Orléans, puis à la faculté des sciences de Nancy, Henri Roques a été chef d'un chantier de Jeunesse[pas clair][Quand ?]. Il a résidé 14 bis, rue le Mouillère à Orléans. Recherché par le secrétaire général de la police à Orléans pour son appartenance au RNP il a été arrêté à Rambervillers (Vosges), le 18 novembre 1944 par la brigade de gendarmerie de Rambervillers puis détenu à la prison de la Vierge à Épinal. Il a reconnu avoir appartenu au RNP de février 1941 à octobre 1942. Mis en résidence surveillée à Rambervillers le 20 septembre 1945, il a été libéré peu après, faisant l'objet d'un ordre d'appel sous les drapeaux. (Arch. SHD-GR28-P6-2).
Il devient au cours des années 1950 un militant actif d’extrême droite, participant à plusieurs groupuscules néofascistes : Mouvement national Citadelle en 1950, Phalange française en 1955. Pendant trois ans, il est secrétaire général de ce groupe néofasciste présidé par Charles Gastaud. C'est en tant que tel qu'il participe au meeting inaugural de la Deutsche Soziale Union fondée par Otto Strasser. Il réside pendant cette période à Courbevoie.
En 1955, Roques lit Le Mensonge d'Ulysse de Paul Rassinier. Ils échangent quelques mots, mais ne se rencontrent physiquement qu'en 1962. Ils ont de longues conversations et c'est à cette occasion que Rassinier lui parle du rapport Gerstein. Il semble que Roques ait mis en sourdine ses engagements politiques entre le début des années 1960 et les années 1980. À partir de 1986, il s'affiche dans les manifestations du Front national où son épouse occupe des fonctions officielles. D'après Valérie Igounet, si Henri Roques n'est pas officiellement membre du Front National, c'est pour ne pas compromettre le parti de Jean-Marie Le Pen, car entre-temps, il est au centre de la polémique que la soutenance de sa thèse de doctorat de littérature comparée a suscitée. Après l'annulation de celle-ci, il a publié deux ouvrages sous le pseudonyme d'André Chelain (déformation d'Henri Jalin, ensuite utilisé par d'autres auteurs) en reprenant les arguments de sa thèse.
Il meurt en 2014.

### La thèse de Nantes et son annulation
En 1981, alors qu'il vient de prendre sa retraite, Henri Roques prend contact avec Faurisson qui lui suggère de faire une thèse sur les récits de Kurt Gerstein. Roques commence son travail sur Kurt Gerstein en rédigeant un mémoire, Poliakov face au témoignage Gerstein, et il est cité comme témoin de la défense au procès intenté par Robert Faurisson contre Léon Poliakov  — procès au terme duquel Robert Faurisson est condamné, pour diffamation, à deux mille francs d'amende et un franc de dommages et intérêt, condamnation confirmée en appel.
Jacques Rougeot, professeur de lettres de l'Université Paris IV, accepte d'être son directeur de thèse. Rougeot a connaissance de certaines contradictions, voire d'invraisemblances, présentes dans les récits de Gerstein « Pour mettre tout le monde d'accord, rien ne vaut mieux qu'une thèse. Comme ça, les textes authentiques apparaîtront, et celui qui s'est trompé reconnaîtra son erreur ». Le sujet de thèse Les confessions de Kurt Gerstein. Étude comparative des différentes versions est déposé en 1982. Roques se fait initier par Faurisson à la critique des textes et aux règles de la méthode universitaire en même temps qu'il rend compte régulièrement de ses travaux à son directeur de thèse.
En 1984, Roques a terminé la rédaction, et Rougeot doit constituer un jury. Devenu conscient du caractère explosif de la thèse, il tente de constituer un jury au-dessus de tout soupçon, mais se heurte à divers refus. Roques prend alors l'affaire en main et renoue avec Jean-Claude Rivière, un professeur de Nantes qui n'est ni historien ni germaniste, mais est ami de son fils Gilles Roques et ancien rédacteur au journal d'extrême-droite Europe-Action et cofondateur du GRECE, et qui accepte de devenir son nouveau directeur de thèse. Il s'agit d'une thèse de doctorat de troisième cycle.  Le jury de thèse est finalement présidé par Jean-Paul Allard, professeur de langue et littérature germanique à Lyon III et directeur des Études indo-européennes, avec Pierre Zind, professeur associé au département de sciences de l'éducation de Lyon II, autonomiste alsacien proche du GRECE,. Alors que les autres membres du Jury sont plutôt proches du GRECE, Thierry Buron, catholique traditionaliste, assistant à l'Université de Nantes, figure dans le jury à titre de consultant, mais sera absent lors de la soutenance. Sa présence étant nécessaire à la validation de la soutenance pour des raisons de quorum, une fausse signature sans ressemblance est apposée sur le procès-verbal. En fait, Henri Roques reconnaîtra que Faurisson aura été son « directeur de thèse officieux »
Le travail écrit de Roques confronte les quatre versions françaises et les deux versions allemandes du témoignage de Gerstein. Il s'emploie à souligner leurs incohérences pour conclure à la nullité du témoignage. Il se réfère abondamment à ceux qu'il appelle les « historiens de l'école révisionniste » et notamment Paul Rassinier. Au cours de la soutenance orale, le 15 juin 1985, Roques n'hésite pas à aller plus loin, à extrapoler les conclusions de sa thèse vers la remise en cause de l'existence des chambres à gaz et la dénonciation de la « religion de l'holocauste » en se référant ouvertement à Faurisson. Il bénéficie de la sympathie d'un jury acquis au courant « révisionniste » qui lui décerne la mention « Très Bien ». Quelques mois plus tard, un communiqué de presse est envoyé à cent cinquante journalistes et historiens pour signaler cette « thèse explosive » qui aurait fait la lumière sur un « tissu d'invraisemblances ». Ce n'est qu'en mai 1986 que l'affaire éclate dans la presse nationale. On évoque souvent « une thèse niant les chambres à gaz », ce qui est inexact, mais atteint le but recherché par Henri Roques si l'on en croit l'entretien qu'il accorde en 1989 à l'hebdomadaire Rivarol :

« Je n'étais certainement pas naïf en élaborant ma thèse, c'est donc sans la moindre surprise et avec une grande jubilation intérieure que j'ai affronté la campagne hystérique, déclenchée à son propos… On a écrit un peu partout que ma thèse tentait de nier l'existence des chambres à gaz : en fait, elle renforce simplement la position du professeur Faurisson dont la démonstration est à elle seule tout à fait convaincante. »

Le rapport de la Commission sur le racisme et le négationnisme à l’université Jean-Moulin Lyon III au Ministre de l’Éducation nationale établi par Henry Rousso en septembre 2004 met en évidence les irrégularités commises sur le plan administratif, irrégularités qui ont conduit à ne pas décerner à Roques le titre de Docteur, mais aussi les graves manquements à la déontologie universitaire et aux règles scientifiques.
À la demande d'Alain Devaquet, ministre délégué auprès du Ministre de l’Éducation nationale chargé de la Recherche et de l’Enseignement, le recteur de l’Académie de Nantes, Jean-Claude Dischamps, qui n’était pas en fonction au moment des faits, diligente une enquête administrative dont les conclusions sont rendues le 30 juin 1986. Les résultats de cette enquête conduisent le président de l’université de Nantes à annuler, le 3 juillet suivant, la soutenance et l’attestation du titre de Docteur délivrée à Henri Roques. Dans son rapport, le recteur Dischamps a en effet constaté que le procès-verbal contient plusieurs erreurs et trois faux (mention de la présence d’un membre du jury en réalité absent, fausse signature de ce même membre et falsification de la date et du lieu de rédaction du procès-verbal). Dischamps relève en outre des irrégularités dans le transfert du dossier de l’université de Paris IV, où la thèse avait été initialement déposée sans qu’un membre du corps académique n’accepte d’en proposer la soutenance et le fait que Roques ne disposait pas des titres requis. Enfin, il souligne que contrairement aux règles de base de toute thèse de doctorat, le directeur de thèse n’a aucunement dirigé celle-ci mais a uniquement organisé sa soutenance dans des délais particulièrement courts.
Henry Rousso met d'emblée en évidence le caractère ouvertement négationniste de la thèse de Roques qui ne pouvait être ignoré des membres du jury compte tenu de la déclaration de celui-ci lors de sa soutenance : « Mon premier but est très simple : servir la vérité. J’ai voulu offrir aux historiens des textes intégraux auxquels ils puissent accorder leur confiance. J’ai voulu leur éviter de tomber dans les erreurs de leurs prédécesseurs. Mon second but : contribuer quelque peu à ce que l’école révisionniste, qui se consacre à mettre l’histoire de la Seconde Guerre mondiale en accord avec les faits, se voie reconnaître un droit de cité dans l’Université ». Il souligne également le militantisme à l’extrême droite de l’impétrant et de tous les membres du jury, ces derniers n’étant en outre pas des spécialistes du sujet (les trois membres à voix délibérative sont respectivement spécialiste de l’allemand médiéval, de grammaire provençale, ou enseignant l'histoire de l’éducation).
Pour Henry Rousso et les autres membres de la commission (Annette Becker, Florent Brayard et Philippe Burin), « outre [la] responsabilité partagée [des membres du jury] dans les irrégularités de procédure, la responsabilité morale de tous les membres présents du jury a été très largement engagée. Le ton de la soutenance, goguenard et complaisant, les connivences idéologiques donnent une singulière image de ce que doit être une manifestation de ce type ». Il conclut le chapitre de son rapport consacré à Roques comme suit : « La thèse de Nantes, dans ses intentions déclarées, dans son contenu, dans les conditions dans lesquelles elle a été préparée et soutenue, dans l'attitude et les positions défendues par l'impétrant et les membres du jury présents, constitue sans le moindre doute un manquement grave à l’éthique universitaire, dont l’effet a rejailli sur l'ensemble de l'Université française ».
Le recours de Roques contre cette annulation est rejeté le 18 janvier 1988 par le tribunal administratif de Nantes puis le 10 février 1992 par le Conseil d'État. La thèse a cependant été diffusée par la librairie néo-nazie Ogmios. Henri Roques et ses soutiens affirment que le juré absent n'en était en réalité pas un à part entière (présence à titre consultatif car lui-même non docteur) et que sa signature, anticipée ou non, n'avait donc aucun statut particulier et ne pouvait rendre caduc le procès-verbal de soutenance,.
À ce sujet, Pierre Bridonneau écrit : « En 1986, l'affaire Roques, à l'université de Nantes où j'enseignais encore deux ans plus tôt, me mobilisa. L'étude de sa thèse et des ouvrages de sa bibliographie me prouva que, sous couvert d'un travail (pseudo-)scientifique, Roques non seulement remettait en cause le génocide juif, mais tentait de réhabiliter le nazisme avec la complicité d'un jury d'enseignants favorables à ses thèses. Ma situation d'ancien déporté me permit de mettre au jour quelques grosses ficelles révisionnistes. En février 1987, je témoignai pour le journal Libération lors du procès en diffamation que Roques lui avait intenté. Après quelques années de tergiversations, dans la crainte de faire indirectement de la publicité aux révisionnistes, baptisés depuis négationnistes, je me décidai enfin à écrire ce livre pour les démasquer, incité à cela par le travail de taupe qu'ils poursuivaient. »
L'Institut d'histoire du temps présent (IHTP) avait réuni en juin 1986 une table ronde d'historiens (François Bédarida, Jean-Pierre Azéma, Saül Friedländer, Harry Paape (nl)).  Ces historiens soulignent le manque de méthodologie d’Henri Roques qui ne se plie pas aux exigences fondamentales de la méthode historique. Face à cette marée d'indignation, Roques trouve un certain soutien de la part de Michel de Boüard, ancien doyen de la faculté des Lettres de Caen, ancien déporté qui expose, notamment dans les colonnes du journal Ouest-France du 2-3 août 1986, la fragilité du témoignage et la difficulté de prendre en compte cette source dans l'édification de l'Histoire de la Seconde Guerre mondiale. Michel de Boüard écrit notamment : « Je ne souscris pas à tout, mais il fallait une étude critique. C'est fait et je dis merci M. Roques » (Ouest-France).
Pierre Vidal-Naquet a fait une analyse de cette affaire : « l'intention de l'auteur de la thèse, un ingénieur agronome retraité, militant de l'extrême droite, disciple de Faurisson plus que des professeurs qui ont dirigé et jugé sa thèse, a été exposée par lui avec une parfaite clarté, le jour de la soutenance : « Céline, notre grand Louis-Ferdinand Céline, a trouvé un magnifique adjectif pour qualifier les chambres à gaz […] Il a parlé des 'magiques chambres à gaz'. En effet pour pénétrer dans le monde des chambres à gaz, il fallait un maître magicien et Gerstein fit parfaitement l'affaire. […] J'ai considéré et étudié le document Gerstein dans six versions comme n'importe quel autre document auquel on prétend donner une valeur historique ». Vidal-Naquet poursuit : « Or c'est précisément ce qu'Henri Roques ne fait pas. […] il ne pose pas la vraie, la seule question : y a-t-il, oui ou non, des témoignages et des documents qui attestent que Kurt Gerstein a effectivement assisté à un gazage à Belzec ? Or ces témoignages, directs ou indirects, existent et sont parfaitement probants […] Gerstein n'était certes pas le témoin idéal dont rêvent les présidents de cour d'assises, mais son récit est amplement vérifié. Une fois encore, le révisionnisme apparaît comme une entreprise de déréalisation du discours et sa littérature est un pastiche, un pastiche de l'Histoire. »
Plus tard dans ses mémoires, Pierre Vidal-Naquet écrit : « Cette thèse soutenue à Nantes le 15 juin 1985, tendait à démontrer à partir de diverses versions du témoignage de Gerstein que les chambres à gaz n'avaient jamais existé. Si j’en crois un témoin bien placé pour le savoir, elle aurait été rédigée non par Henri Roques, qui ne sait pas un mot d’allemand, mais par mon ancien camarade Robert Faurisson en personne ».
Pour ce propos déniant à Henri Roques la qualité d'auteur de la thèse, il sera condamné en janvier 2001 pour diffamation

### Vie privée
Il était l'époux de Christiane Houlier, conseillère municipale de Colombes, et trésorière de l'Association de financement du Front national des Hauts-de-Seine lorsque celle-ci était présidée par Jean-Yves Le Gallou.

## Revue d'histoire révisionniste
Henri Roques a été directeur de la publication de la Revue d'histoire révisionniste de 1990 à 1992, revue négationniste lancée en mai 1990, deux mois avant la promulgation de la loi Gayssot, dont l'application entraînera sa fermeture, après la sixième livraison, datée de mai 1992. Elle faisait suite aux Annales d'histoire révisionniste, autre revue négationniste, éditées par La Vieille Taupe.
Tout d'abord trimestrielle, de mai 1990 (numéro 1) à mai 1991 (numéro 4), elle passe pour ses deux derniers numéros à la périodicité semestrielle (novembre 1991 et mai 1992). Seul le premier numéro a été distribué par les Nouvelles messageries de la presse parisienne (nº M 2565). Par la suite, elle fut disponible seulement par abonnement, le ministre de l'Intérieur Pierre Joxe ayant pris à son encontre le 2 juillet 1990 un arrêté « portant interdiction de vente d'une revue aux mineurs, d'exposition et de toute publicité, ».

## Publications
- « André Chelain » (pseudonyme), Faut-il fusiller Henri Roques ?, Paris, Polémiques, 1986, 16 + 374 + XX (BNF 34871758)
- « André Chelain », La Thèse de Nantes et l'Affaire Roques, Paris, Polémiques, 1989, 519 p. (ISBN 2-906407-03-8, BNF 35413458)
- Avec Vincent Reynouard, Quand Alain Decaux raconte l'histoire du SS Gerstein, Honfleur, V. Reynouard, 1998, 76 p. (BNF 37069689)
- Avec Robert Faurisson, Réponse à Valérie Igounet, auteur du livre Histoire du négationnisme en France, suivi de L'Interview censurée du professeur Faurisson, Honfleur, V. Reynouard, 2000, 95 p. (ISBN 2-9509607-4-X, BNF 37639352)
- Avec Vincent Reynouard, Sur Amen de Costa-Gavras : acquittement pour Pie XII, Bruxelles, V. Reynouard, 2003, 21 p. (ISBN 2-9509607-7-4, BNF 39134704)

### Archives
- Inventaire du fonds d'archives de Henri Roques conservé à La contemporaine.